# القادر بالله
ابوالعباس احمد قادر (القادر بالله أبو العباس أحمد بن إسحاق بن المقتدر) (۳۳۶–۴۲۲ هجری/۹۴۷–۱۰۳۱ میلادی) از خلفای عباسی در بغداد بود که از سالهای ۹۹۱ تا ۱۰۳۱ میلادی فرمان راند؛ او به جای برادرزاده‌اش ابوبکر عبدالکریم طائع به خلافت نشست. او شخصی متدین و شب زنده‌دار بود و بسیار صدقه می‌داد. او کتابی در اصول نوشت و فضایل عمر بن عبدالعزیز را در آن وارد کرد. او خود مذهب حنبلی داشت و این مذهب را مذهب رسمی جهان اسلام اعلام نمود. او علیه معتزله نیز در کتاب خود نوشته‌است. قادر در هشتاد و هفت سالگی درگذشت و پسرش ابوجعفر عبدالله قائم جانشین او شد.